# Carmita Henriquez
Carmita Nicolasia Henriquez-Hernandez (Willemstad (Curaçao), 6 december 1922 - aldaar, 31 december 2003) was een poppenmaker uit Curaçao. Zij ontving in 1988 voor haar folkloristische ontwerpen de Cola Debrotprijs.

## Leven en werk
Carmita Henriquez was een dochter van  Francisco Javier Hernandez en Monica Ursulina Martina. Nadat ze op haar twaalfde wees werd, werd zij opgevoed door de zus van haar vader, die een naaischool had. Carmita hielp haar van jongs af aan in het atelier en in huis. Haar eerste zelfgemaakte jurk was voor de begrafenis van haar vader. In  1942 trouwde ze met Plinio Miguel Henriquez (1916-1982), laboratoriumanalist van de Shell-raffinaderij. Zij kregen drie dochters, van wie Jeanne Henriquez de oudste was.
Op haar 46ste had ze behoefte de geschiedenis en tradities in de kleding van Curaçao te bewaren en in ere te houden. Ze ging scenes uit het dagelijks leven uitbeelden met behulp van poppen. Haar poppen vertegenwoordigden met historisch verantwoorde kleding de Afro-Curaçaose cultuur. Op 13 maart 1972 overhandigde zij twee poppen aan gouverneur Ben Leito als verjaarscadeau voor koningin Juliana.

## Onderscheiding
In 1988 kreeg Carmita Henriquez samen met Lucia Schnog de prestigieuze Curaçaose Cola Debrotprijs toegekend. De jury oordeelde dat ze zich elk op hun terrein – folklore en dans – verdienstelijk hebben onderscheiden.